# Caranavia
Caranavia är ett släkte av insekter. Caranavia ingår i familjen dvärgstritar.
Kladogram enligt Catalogue of Life:
| Caranavia | \| \| Caranavia cruentata \| \| \| \| \| \| Caranavia separata \| \| \| \| |
|           | \| \| Caranavia cruentata \| \| \| \| \| \| Caranavia separata \| \| \| \| |
|           | Caranavia cruentata                                                        |
|           |                                                                            |
|           | Caranavia separata                                                         |
|           |                                                                            |